# Renato Colombo
Renato Colombo (Adria, 7 luglio 1925 – 27 novembre 1994) è stato un politico italiano.